# Thelypteris arborescens
Thelypteris arborescens là một loài thực vật có mạch trong họ Thelypteridaceae. Loài này được (Humb. & Bonpl. ex Willd.) C.V. Morton miêu tả khoa học đầu tiên năm 1967.